# Bernardino Molinari
Pour les articles homonymes, voir Molinari.
Bernardino Molinari (né le 11 avril 1880 à Rome et mort dans la même ville le 25 décembre 1952) est un chef d'orchestre italien.

## Biographie
Bernardino Molinari naît le 11 avril 1880 à Rome,.
Dans sa ville natale, il étudie sous la direction de Remigio Renzi et Stanislao Falchi au Liceo di Santa Cecilia, dont il sort diplômé en 1902,.
En 1912, il est nommé à la tête de l'Orchestre de l'Augusteo de Rome, plus tard renommé Orchestre de l'Académie nationale Sainte-Cécile, qu'il dirige jusqu'en 1943.
Parallèlement, il se produit comme chef invité dans le reste de l'Europe ainsi qu'aux États-Unis, à partir de 1928, et en Amérique du Sud,.
Durant toute sa carrière, Bernardino Molinari s'attache à faire connaître la musique italienne de son temps. À la baguette, il est ainsi le créateur d'œuvres de Gian Francesco Malipiero (La Passione, 1935 ; Missa pro mortuis, 1938 ; Santa Eufosina, 1942), Goffredo Petrassi (Magnificat, 1941) et Ottorino Respighi (Danses et airs antiques, suite no 1, 1917 ; Les Pins de Rome, 1924), notamment.
Comme pédagogue, il enseigne à l'Académie Sainte-Cécile, où il dirige une classe supérieur de direction d'orchestre à partir de 1936. Nommé professeur à compter de 1939, il y forme de nombreux chefs, tels Carlo Maria Giulini, Franco Caracciolo, Francesco Mander et Francesco Molinari-Pradelli,.
Il a publié une nouvelle édition de la Sonata sopra Sonata Maria de Monteverdi (1919), des transcriptions de concert de l'oratorio Giona de Carissimi et des Quatre Saisons de Vivaldi, et est l'auteur d'une orchestration de L'Isle joyeuse de Claude Debussy,.
Bernardino Molinari meurt le 25 décembre 1952 à Rome,.